# Військова диктатура в Уругваї
Військова диктатура в Уругваї — військово-цивільний режим, встановлений в Уругваї 28 червня 1973 року в результаті перевороту, який завершився 28 лютого 1985 року. Цей період відзначений забороною політичних партій, профспілок, тиском на засоби масової інформації, переслідуваннями, тюремними ув'язненнями та вбивствами супротивників режиму.

## Передісторія
У 1954 році в Уругваї почалась економічна криза, яка справила вплив на політичні інститути. У період 1960-х криза переросла в партизанську війну на чолі з екстремістськими угрупуваннями, серед яких виділявся національно-визвольний рух Тупамарос. Наростанню конфліктів сприяли Національний конгрес праці і групи крайніх правих, таких як «Ескадрони смерті» і «Уругвайська молодь Pie». Збройні сили починали відігравати дедалі більшу політичну роль і формують секретну «ложу лейтенантів Артіги». Нарешті за підтримки тодішнього президента Хуана Марії Бордаберрі, військовики вирішили зробити переворот.

## Переворот
27 червня 1973 року президент Хуан Марія Бордаберрі розпустив Палату сенаторів і представників і створив Державну Раду з законодавчими функціями, адміністративним управлінням і наміром «захистити конституційну реформу з метою утвердження республікансько-демократичних принципів». Крім того обмежувалася свобода слова, а збройні сили і поліція були наділені додатковими повноваженнями.
У відповідь на ці події секретаріат національних зборів робітників (CNT) почав найдовший страйк в історії країни, який тривав 15 днів.

## Дванадцять років диктатури
В 1975 році була розроблена нова концепція державного життя. Всенародне голосування скасовувалося, організовувалась Рада Нації, в яку входили колишні президенти, члени Верховного суду, діячі великої державної важливості і військові.
1 червня 1976 року президент Хуан Марія Бордаберрі вніс подання для затвердження Збройними силами. Вони передбачали:
- Наявність надалі військових в управлінні республіки, встановленою через конституційну реформу.
- Здійснення національного суверенітету через референдуми або через Раду Нації, що складається з президента і головнокомандувачів збройних сил.
- Заборона марксистських ідей і груп.
- Ліквідація представницької демократії.
- Обрання президента на термін п'ять років Національною Радою.

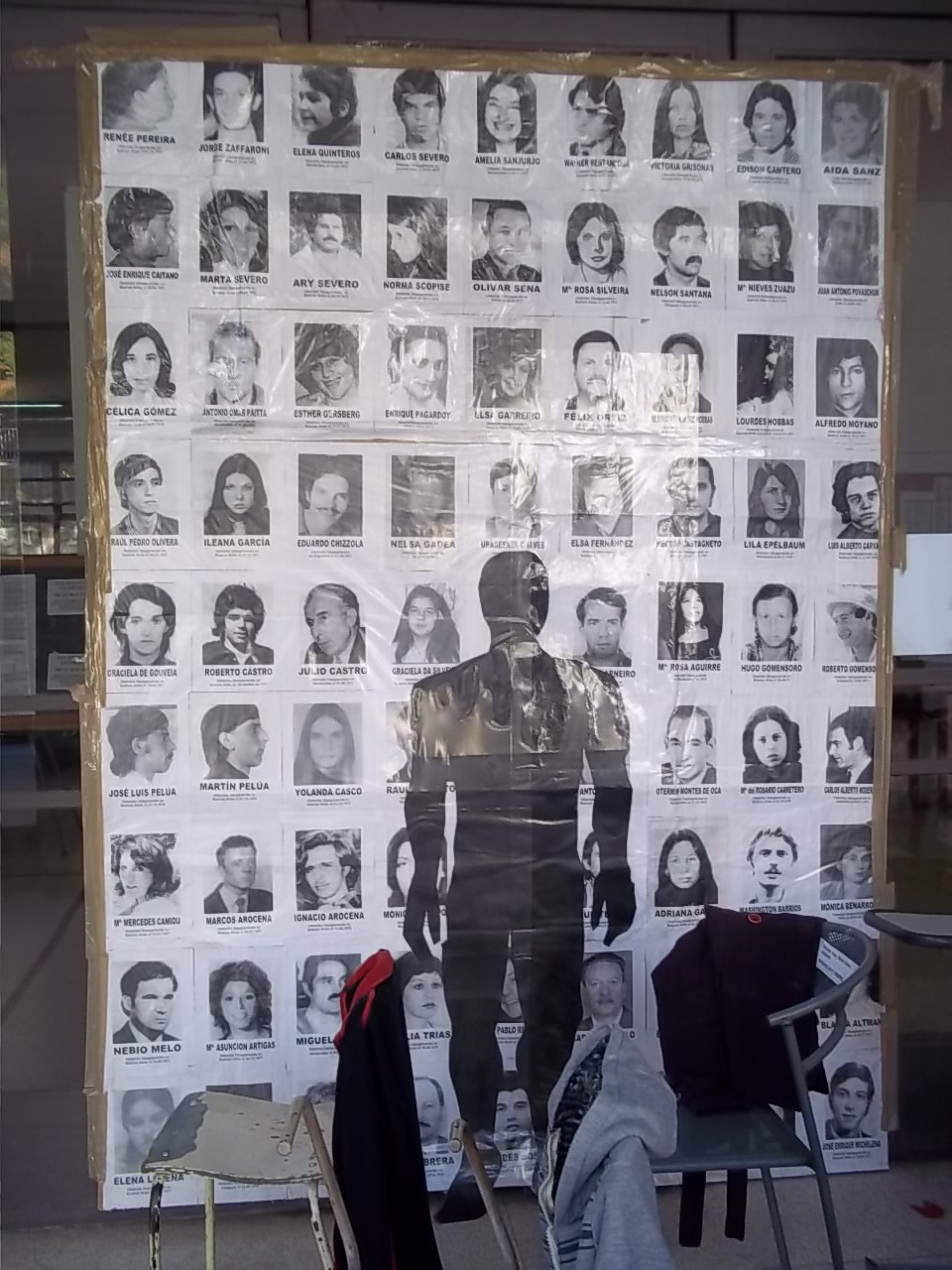
Плакат зі зниклими безвісти уругвайцями

Однак військові не захотіли відмовлятися від виборчого права і республіканських традицій і ці пропозиції були відхилені. В результаті Бордаберрі був зміщений військовими, а його пост зайняв Альберто Демічеллі, який прослужив главою країни менше року і замінений на Апарісіо Мендеса.
У 1980 році був проведений референдум з метою зміни Конституції і закріплення чинної моделі влади. За його результатами 57 % країни висловилися проти диктатури на користь більшої політичної відкритості.
1 вересня 1981 року президентом став Грегоріо Альварес, прихильник Національної партії.
У 1984 році на вільних президентських виборах переміг Хуліо Марія Сангінетті під гаслом «Жодних винятків для Уругваю».

## Політичні в'язні і зниклі безвісти
В уругвайських в'язницях померло близько ста політичних в'язнів. Згідно з остаточним звітом Комісії з питань миру 172 затриманих пропали безвісти.